# Óblast autónomo Chuvasio
El Óblast Autónomo Chuvasio (en ruso: Чувашская автономная область, Chuvashskaya avtonomnaya oblast; en chuvasio: Чăваш автономи облаçĕ, Chăwash avtonomi oblaşӗ) era una región autónoma rusa, creada el 24 de junio de 1920 y existente hasta el 21 de abril de 1925, cuando alcanzó el estatus de República Autónoma. El óblast incluyó un número de condados de las antiguas provincias de Kazán y Simbirsk.

## Historia
A comienzos de 1920, bajo el impacto de la República Socialista Federativa Soviética de Rusia, una gran parte de los trabajadores chuvasios tenía la idea determinada de convocar a un gobierno central para emitir y otorgar a su pueblo un estatus autónomo como unidad administrativa especial. El 3 de enero de 1920, el Departamento del Comisariado del Pueblo Chuvasio presentó a la junta del Consejo de Comisarios del Pueblo un informe preliminar sobre la unidad administrativa especial. En junio, el Buró Político del Comité Central del Partido Comunista Ruso (bolcheviques) discutió el tema y reconoció la necesidad imperante en los condados de Tsivilsky, Cheboksary y Yadrinsky de formar una unidad administrativa para los chuvasios. El 22 de junio de 1920, el Buró Político del Comité Central del Partido Comunista de la Unión Soviética aprobó la autonomía del pueblo chuvasio y su óblast autónomo, que fue adoptado el 24 de junio de 1920 por decreto firmado por el presidente del Consejo de los Comisarios del Pueblo, Vladímir Lenin, el presidente del Comité Ejecutivo Central del Congreso Panruso de los Sóviets, Mijaíl Kalinin, y el Secretario del Comité Ejecutivo Central, Avel Yenukidze.